# Maria Benedicta Chigbolu
Maria Benedicta Chigbolu (née le 27 juillet 1989 à Rome) est une athlète italienne, spécialiste du 400 mètres.

## Biographie
Née d'un père nigérian et d'une mère romaine, Maria Benedicta Chigbolu mesure 1,72 m pour 53 kg. C'est la petite-fille de Julius Chigbolu.
Lors du meeting Primo-Nebiolo de Turin, Maria Benedict Chigbolu porte son record à 52 s 82 en 2013, avant de l'améliorer ultérieurement en 52 s 66 à Mersin lors des Jeux méditerranéens où elle obtient la médaille d'argent ainsi que médaille d'or sur le relais 4 × 400 mètres. Elle fait partie des relayeuses qui se qualifient pour la finale des championnats du monde d'athlétisme 2013 à Moscou. Elle porte son record à 52 s 39 à Rieti le 7 septembre 2014. Le 5 juillet 2015 à La Chaux-de-Fonds elle porte son record personnel à 51 s 67 derrière Patience Okon George 50 s 76.
Maria Benedicta Chigbolu appartient au club sportif de l'Esercito italiano et son entraîneur est Maria Chiara Milardi à Rieti.
Le 10 juillet 2016, Chigbolu remporte la médaille de bronze des Championnats d'Europe d'Amsterdam sur le relais 4 x 400 m en 3 min 27 s 49, sa 1re médaille internationale. Lors du meeting de Padoue 2016, elle court le 400 m en 52 s 01, son deuxième meilleur temps.
Le 19 août 2016, avec ses coéquipières Maria Enrica Spacca, Ayomide Folorunso et Libania Grenot, elle bat le record national en 3 min 25 s 16 pour qualifier cette équipe pour la finale olympique, une première pour l'Italie.
Le 12 mai 2019, lors des Relais mondiaux, elle remporte la médaille de bronze lors du relais 4 x 400 m avec ses coéquipières Giancarla Trevisan, Ayomide Folorunso et Raphaela Lukudo, en 3 min 27 s 74 (SB).

## Palmarès
| Date | Compétition                       | Lieu           | Résultat | Épreuve   | Temps         |
| ---- | --------------------------------- | -------------- | -------- | --------- | ------------- |
| 2013 | Jeux méditerranéens               | Mersin         | 2e       | 400 m     | 52 s 66       |
| 2013 | Jeux méditerranéens               | Mersin         | 1re      | 4 x 400 m | 3 min 32 s 44 |
| 2016 | Championnats d'Europe             | Amsterdam      | 3e       | 4 x 400 m | 3 min 27 s 49 |
| 2016 | Jeux olympiques                   | Rio de Janeiro | 5e       | 4 x 400 m | 3 min 27 s 05 |
| 2017 | Championnats d'Europe en salle    | Belgrade       | 4e       | 4 x 400 m | 3 min 32 s 87 |
| 2017 | Championnats d'Europe par équipes | Lille          | 5e       | 400 m     | 52 s 36       |
| 2018 | Jeux méditerranéens               | Tarragone      | 3e       | 400 m     | 52 s 14       |
| 2018 | Jeux méditerranéens               | Tarragone      | 1re      | 400 m     | 3 min 28 s 08 |
| 2018 | Championnats d'Europe             | Berlin         | 5e       | 4 x 400 m | 3 min 28 s 62 |
| 2019 | Relais mondiaux                   | Yokohama       | 3e       | 4 x 400 m | 3 min 27 s 74 |
| 2019 | Championnats d'Europe par équipes | Bydgoszcz      | 3e       | 400 m     | 52 s 19       |
| 2019 | Championnats d'Europe par équipes | Bydgoszcz      | 3e       | 4 x 400 m | 3 min 27 s 32 |

## Records
| Épreuve | Épreuve      | Performance | Lieu              | Date            |
| ------- | ------------ | ----------- | ----------------- | --------------- |
| 400 m   | En plein air | 51 s 67     | La Chaux-de-Fonds | 5 juillet 2015  |
| 400 m   | En salle     | 53 s 84     | Vienne            | 14 février 2015 |